# Coelorinchus osipullus
Coelorinchus osipullus es una especie de pez de la familia Macrouridae en el orden de los Gadiformes.